# 菱山村
菱山村（ひしやまむら）は山梨県東山梨郡にあった村。現在の甲州市勝沼町菱山にあたる。

## 地理
- 山：高尾山、宮宕山
- 河川：田草川、髪櫛川、大滝川

## 歴史
- 1889年（明治22年）7月1日 - 町村制の施行により、近世以来の菱山村が単独で自治体を形成。
- 1954年（昭和29年）4月5日 - 勝沼町・東雲村・東八代郡祝村と合併し、改めて勝沼町が発足。同日菱山村廃止。

## 交通

### 鉄道路線
- 日本国有鉄道
  - 中央本線
    - 勝沼駅（現・勝沼ぶどう郷駅）